# Reza Fazeli

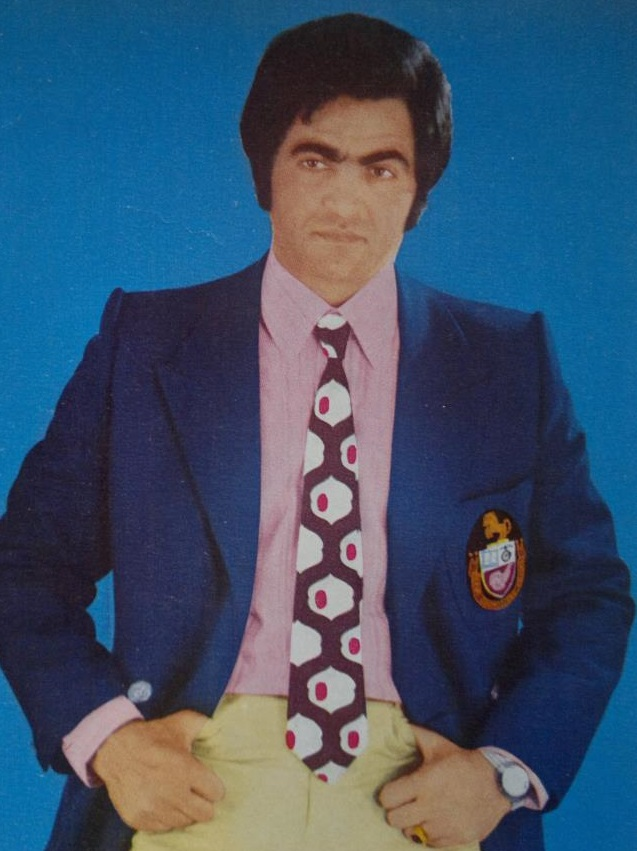
Reza Fazeli

Reza Fazeli (persisch رضا فاضلی; * 1935 in Teheran; † 13. April 2009 in Kalifornien) war ein iranischer Schauspieler, Dokumentarfilmer und Oppositioneller.

## Leben
Fazeli diente bei der iranischen Luftwaffe und verließ das Land 1953. Zunächst lebte er im Libanon und in Ägypten, später für acht Jahre in Frankreich, Deutschland, Großbritannien und den USA. Er erwarb ein Diplom in Religionsphilosophie. Nach seiner Rückkehr in den Iran im Jahre 1962 wurde er in den 1960er und 1970er Jahren ein erfolgreicher Filmschauspieler. Wegen der Islamischen Revolution verließ er den Iran erneut. Mit seiner Produktionsgesellschaft KVC drehte Fazeli Dokumentarfilme gegen die neuen Machthaber.
Fazeli überlebte ein Attentat, bei dem sein Sohn starb. Seit 2002 arbeitete er für zwei Sender in den USA, die seiner politischen Ausrichtung entsprachen, Azadi TV (bis 2005) sowie Pars TV. Er veröffentlichte seine Biografie The Survivor 2002.

## Filmografie (Auswahl)
- 1962: Khanom avazi gerefti
- 1968: Frau Wirtin hat auch einen Grafen
- 1968: Ringo, such dir einen Platz zum Sterben (Joe… cercati un posto per morire!)
- 1975: Zwei Teufelskerle auf dem Weg nach Istanbul
- 1979: Safar sang

## Werke
- 2002: The survivor, AuthorHouse, ISBN 978-1-4033-2445-0